# Jánosi Gusztáv
Jánosi Gusztáv (Veszprém, 1841. szeptember 15. – Veszprém, 1911. augusztus 15.) veszprémi kanonok, választott püspök. Jánosi Boldizsár főgimnáziumi tanár testvérbátyja.

## Életútja
Középiskoláit szülőhelyén és Székesfehérvárt végezte. A teológiát Veszprémben hallgatta; két évig nevelő volt vizeki Talián Lajosnál. 1863. augusztus 1-jén miséspappá szenteltetett föl; püspöki kamarás és 1864-ben a kaposvári algimnáziumban tanár és hitszónok volt. 1865-ben levéltárnok és actuarius a püspöki irodában Veszprémben; 1867-ben pápai kamarás és szentszéki helyettes jegyző, 1873-tól 1875-ig rendes jegyző és Ranolder János püspök titkára, 1875-77-ben szentszéki ülnök; 1883-ban oldalkanonok és a püspöki iroda igazgatója 1887-ig, 1885-ben següsdi, 1886-ban pápai főesperes és borsi címzetes apát; 1888-tól sümegi apát Veszprémben. 1899-ben dulmi választott püspök, 1906-ban nagyprépost, 1909-ben általános papi helynök. 1899-ben lett a Kisfaludy Társaság tagja, 1906-ban pedig a Veszprémi Múzeum Egyesület elnöke.

## Írásai
Költeményei a Tanodai Emlékben (1858)., a Kalauzban (1858), a Vasárnapi Ujságban (1759-63. 1880-81., 1889. Hugo V., Tennyson, Coppée után), a Hölgyfutárban (1859-1860.), a Szépirodalmi Figyelőben (1860-62), az Alföldiek Segélyalbumában (1864), a Koszorúban (1864), a Fővárosi Lapokban (1864), a Budapesti Szemlében (1873., Tasso, Az elveszett paradicsomból, 1882. Anvers Félix költ. és Hugo Viktor költ. 1884., 1887. Tennyson költ., 1888. Lodogar, Scott Walter költ., 1890. Scott Walter költ. 1891. Tankréd és Klorinda, Tasso Megszab. Jeruzsalem XII. éneke), az Uj M. Sionban (1871), Győri Vilmos Koszorújában (1875), a Kath. szemlében (1889), az Egyetértésben (1889. 355. sz. Torquato Tasso, Olind és Sofronia), a Veszprémi Közlönyben (1889. Coppée), a Nyugatmagyarországi Hiradóban (1891. Longfellow); a Magyar Szemlében (1889. Coppée, 1891. Longfellow); cikkei a Koszorúban (1864. A költészet), az Egyetértésben (1864. 224., 234. sz. Róma hanyatlása korából), a Budapesti Hirlapban (1888. Az ujságáruló, ford.)

## Munkái
- Angela. Regény. Bolanden Konrád után. Veszprém, 1866.
- Nyugat költőiből. Veszprém, 1867. (Lamartine, Hugo Victor. Beranger, Schiller. Göthe, Heine).
- Népszerű feleletek a Religio ellen intézett megtámadásokra. Franco Secondo után németből ford. Veszprém, 1869. Két kötet. (Ism. M. Sion).
- Arden Enoch. Tennyson Alfred után angolból ford. Veszprém, 1870. (2. kiadás, Budapest, 180. Olcsó könyvtár 113.)
- Az arany legenda. Longfellow W. Henrik után angolból ford. Budapest, 1886. (Olcsó könyvtár 213. Előbb a Budapesti Szemlében 1883.)
- Az elveszett paradicsom. Milton János után angolból ford. Budapest, 1890. (Olcsó könyvtár 264.)
- A megszabadított Jeruzsalem. Torquato Tasso után olaszból ford. Tasso arczképével. Budapest. 1893. Két kötet.